# Here's to Life
Albums de Shirley Horn
You Won't Forget Me (en)
(1991) Light Out of Darkness (A Tribute to Ray Charles) (en)
(1993)
Here's to Life est un album studio de Shirley Horn sorti en 1992.

« This album is dedicated to Miles Davis,. »

— Shirley Horn, 1992.

## Titres
| 1.         | Here's to Life                                                                                 | Phyllis Molinary                       | Artie Butler                            | 5:37 |
| 2.         | Come a Little Closer(2a) / Wild Is the Wind(2b) (chanson du film Car sauvage est le vent (2b)) | John Wallowitch(2a) Ned Washington(2b) | John Wallowitch(2a) Dimitri Tiomkin(2b) | 7:27 |
| 3.         | How Am I to Know?                                                                              | Dorothy Parker                         | Jack King                               | 3:23 |
| 4.         | A Time for Love (du film Sursis pour une nuit,)                                                | Paul Francis Webster                   | Johnny Mandel                           | 6:45 |
| 5.         | Where Do You Start?                                                                            | Alan Bergman Marilyn Bergman           | Johnny Mandel                           | 4:36 |
| 6.         | You're Nearer (en)                                                                             | Lorenz Hart                            | Richard Rodgers                         | 3:32 |
| 7.         | Return to Paradise (du film Retour au paradis)                                                 | Ned Washington                         | Dimitri Tiomkin                         | 5:09 |
| 8.         | Isn't It a Pity? (en) (de la comédie musicale Pardon My English (en))                          | Ira Gershwin                           | George Gershwin                         | 5:47 |
| 9.         | Quietly There (du film Too Many Girls)                                                         | Morgan Ames                            | Johnny Mandel                           | 6:09 |
| 10.        | If You Love Me (en) (adaptation anglaise de l’Hymne à l'amour)                                 | Geoffrey Parsons (en)                  | Marguerite Monnot                       | 6:02 |
| 11.        | Summer (Estaté) (adaptation anglaise de la chanson italienne Estate)                           | Joel E. Siegel (en)                    | Bruno Martino                           | 7:38 |
| 62 min 5 s |                                                                                                |                                        |                                         |      |

## Crédits
Source : livret de l'album original.

### Musiciens
- Arrangements : Johnny Mandel.
- Arrangements jazz trio (en) : Shirley Horn.
- Piano :
  - Shirley Horn,
  - Alan Broadbent (en) pour Here's to Life et Where Do You Start?
- Basse :
  - Charles Ables,
  - Charles Ables et Chuck Domanico pour Return to Paradise,
  - Chuck Domanico pour Here's to Life et Where Do You Start?
- Guitare : John Chiodini pour Where Do You Start?
- Batterie :
  - Steve Williams,
  - Harvey Mason pour Where Do You Start?
- Vibraphone : Larry Bunker.
- Synthétiseur : Ian Underwood.
- Percussions :
  - Larry Bunker, Luis Conte (en), Mark Stevens,
  - Luis Conte solo (+ chants d'oiseaux) pour Return to Paradise,
  - Harvey Mason pour Here's to Life.
- Cor solo : Richard Todd (en) pour Here's to Life et Where Do You Start?
- Flûte :
  - James Walker (en) pour How Am I to Know?
  - Steve Kujala pour Where Do You Start?
  - James Walker et Steve Kujala pour Return to Paradise.
- Trompette solo : Wynton Marsalis pour A Time for Love et Quietly There.
- Bois : Gene Cipriano, Steve Kujala, Larry Morgan, Jack Nimitz, Robert Tricarico, James Walker.
- De plus, on dénombre dans la continuité :
  - 23 violonistes,
  - 9 altistes,
  - 9 violoncellistes,
  - 2 contrebassistes,
  - 2 harpistes,
  - 2 flûtistes,
  - 6 cornistes.

### Production
- Producteur : Johnny Mandel pour Shadow Productions.
- Enregistrement de septembre à décembre 1991 :
  - Par Al Schmitt, au Group IV Recording (Hollywood),
  - Par David Baker aux Clinton Recording Studios (New York).
- Mixage : par Al Schmitt au Lion Share Recording (Los Angeles).
- Album CD LP Verve Records 511 879-2 sorti en février 1992 — (en) Cote AllMusic [4]
- Photographies livret recto et intérieur (Shirley Horm et Johnny Mandel) : Carol Friedman.

## Récompense
- (en) Grammy Awards of 1993 (35th Annual Grammy Awards) : Grammy Award for Best Arrangement, Instrumental and Vocals à Johnny Mandel pour cet album[5],[Note 4].